# Arta fantastică
Arta fantastică este un gen al artei. Parametrii artei fantastice au fost destul de riguros definiți de specialiștii în domeniu încă din secolul al XIX-lea. A fost o mișcare a artiștilor science-fiction și fantastici înainte și în timpul Marii Crize Economice ce s-a manifestat în special în coperți și ilustrații de carte. O antologie despre ei se numește Infinite Worlds: The Fantastic Visions of Science Fiction (Lumi infinite: Viziunile fantastice al științifico-fantasticului) scris de Vincent Di Fate (el însuși un prolific artist science-fiction).

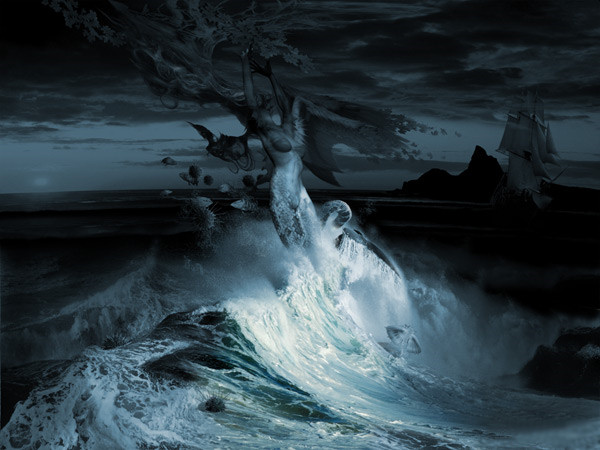
Sindromul sirenei de George Grie (2006)

Arta fantastică a fost în mod tradițional abordată în pictură și ilustrații dar, începând cu anii 1970 a început să se regăsească și în fotografie. Arta fantastică explorează fantezia, imaginația, stadiul de vis, grotescul, viziunea și straniul precum și așa numita "Artă gotică". Fiind un gen derivat din simbolismul victorian arta fantastică modernă utilizează adesea teme precum mitologia, ocultismul și misticismul și în general caută să înfățișeze viața interioară (natura sufletului și a spiritului).
Fantezia a fost o parte integrală a artei încă de la începuturi dar a fost importantă și în manierism, arta romantică, simbolism și suprarealism. În Franța genul este numit "le Fantastique" iar în engleză este uneori numit "artă vizionară", "artă grotescă" sau artă manieristă. Are o interacțiune adâncă și circulară cu literatura fantastică.

## Artiști fantastici
De cele mai multe ori primul artist fantastic este considerat Hieronymus Bosch. Alți artiști considerați fantastici includ pe Pieter Bruegel cel Bătrân, Giuseppe Arcimboldo, Matthias Grünewald, Hans Baldung Grien, Francisco de Goya, Gustave Moreau, Henry Fuseli, Odilon Redon, Max Klinger, Arnold Böcklin, William Blake, Gustave Doré, Giovanni Battista Piranesi, Salvador Dalí, Arik Brauer, Ernst Fuchs, Rudolf Hausner și  Mati Klarwein.
În anii 1930 în Statele Unite un grup de artiști din Wisconsin, inspirați de mișcarea suprarealistă din Europa, au creat propriul stil de artă fantastică. Acest stil includea artiști din Madison, Wisconsin precum Marshall Glasier, Dudley Huppler și John Wilde; Karl Priebe din Milwaukee și Gertrude Abercrombie din Chicago. Arta lor combina umorul macabru, misterul și ironia ce era în contradicție directă cu pictura naturalistă americană aflată în vogă la vremea respectivă. 
În orașul Chicago postbelic mișcarea artistică "Imagismul din Chicago" a produs multe picturi fantastice și grotești care nu prea erau luate în seamă deoarece nu se conformau cu arta abstractă din New York, aflată la modă la vremea respectivă. Imagiști importanți includ pe Roger Brown, Gladys Nilsson, Jim Nutt, Ed Paschke și Karl Wirsum.